# Joseph Xing Wenshi
Joseph Xing Wenshi (chiń. 邢文之; ur. 17 kwietnia 1963) – chiński duchowny katolicki, biskup pomocniczy Szanghaju od 2005.

## Życiorys
Święcenia kapłańskie otrzymał 2 czerwca 1990.
Został wybrany biskupem pomocniczym Szanghaju. Sakrę biskupią przyjął z mandatem papieskim 28 czerwca 2005. 